# Pöndorf
Pöndorf ist eine Gemeinde in Oberösterreich im Bezirk Vöcklabruck  im Hausruckviertel mit 2437 Einwohnern (Stand 1. Jänner 2024). Die Gemeinde liegt im Gerichtsbezirk Vöcklabruck.

## Geografie
Pöndorf liegt auf um die 550 m Höhe am Kobernaußerwald im Hausruckviertel. Die Ausdehnung beträgt von Norden nach Süden 10,9 km, von Westen nach Osten 8,2 km. Die Gesamtfläche beträgt 50,9 km²; 29,5 km² davon sind bewaldet, 19,1 km² werden landwirtschaftlich genutzt.
Das Kerngebiet gehört zum Vöckla-Ager-Hügelland, der Bergraum im Norden zur Raumeinheit Hausruck und Kobernaußer Wald.

### Gemeindegliederung
Die fünf Katastralgemeinden sind: Forstern, Geretseck, Haberpoint, Kirchham, Oberschwand.
Das Gemeindegebiet umfasst folgende Ortschaften (in Klammern Einwohnerzahl Stand 1. Jänner 2024):
- Bergham (414)
- Brunnwies (64)
- Fellern (73)
- Forstern (148)
- Gaisteig (17)
- Geretseck (43)
- Haberpoint (107)
- Haidach (52)
- Hechfeld (20)
- Hocheck (244)
- Kirchham (272)
- Landgraben (32)
- Lascostraße (0)
- Matzlröth (9)
- Nößlthal (48)
- Obermühlham (280)
- Oberschwand (21)
- Pading (31)
- Plain (22)
- Pöndorf (14) (Hauptort)
- Preinröth (29)
- Schachen (30)
- Schrofnerstraße (4)
- Schwaigern (117)
- Untermühlham (86)
- Unterreith (94)
- Unterschwand (29)
- Volkerding (137)

Einziger Zählsprengel ist Pöndorf für die ganze Gemeinde.

### Nachbargemeinden
| St. Johann am Walde ∗ (Bez. Braunau)    | Lohnsburg a.K. Waldzell (beide Bez. Ried i.I.) | Fornach             |
| Lengau (Bez. Braunau)                   | Kompassrose, die auf Nachbargemeinden zeigt    | Frankenmarkt        |
| Straßwalchen (Bez. Salzburg-Umg., Sbg.) |                                                | Weißenkirchen i. A. |

∗ St. Johann grenzt nur in einem Punkt an

## Geschichte
Im Jahr 809 ist die erstmalige urkundliche Erwähnung. Am 4. April schenkt Adalant einige Eigengüter im Ort Pogindorf dem Kloster Mondsee.
- 955 kommen die Kirchen von Pöndorf und Straßwalchen mit Mattsee zum Bistum Passau.
- 1138  übernimmt das Stift Mattsee die seelsorgerische Betreuung.
- 1143  ist Pöndorf eine selbständige Pfarre mit allen Rechten und Pflichten.
- 1391 grenzt Pöndorf am Raahberg an das Erzstift Salzburg, bis dahin grenzte es an die Herrschaft Alten- und Lichtentann.
- 1437 Hans von Kudlich verkauft die Herrschaft Friedburg an Bayern-Landshut. Die österreichisch-bayerische Grenze Landgraben verläuft damit durch Pöndorfer Gemeindegebiet (Ortschaft Landgraben, knapp vor der Talwasserscheide Vöckla/Schwemmbachgebiet).
- 1438 wird die Kirche von Pöndorf eine Filiale von Frankenmarkt.
- 1439 treten der herzogliche Pfleger und Waldmeister zu Friedburg in Tätigkeit; das Gebiet von Pöndorf ist durch Grenzen zerteilt. Pöndorf wird Zankapfel.
- 1779 kommt das Innviertel zu Österreich, Ende des Landgrabens als Staatsgrenze (seit 1437).
- Ab 1800 kommt es zu Franzoseneinfällen. Die Straße Pöndorf–Doppelmühle–Vöcklamarkt wird für die Artillerie befahrbar gemacht.
- 1813 kommt die Pfarre Pöndorf zu Straßwalchen und zum Dekanat Köstendorf (zu dieser Zeit gehört das Innviertel und auch Salzburg als Salzachkreis wieder zu Bayern, dann letzteres als Salzburgkreis zum Kronland Österreich ob der Enns).
- 1834 wird die Pfarrexpositur Pöndorf als Pfarrhof in der derzeitigen Gestalt erbaut.
- 1848 wird Pöndorf selbständige Gemeinde (Schaffung der Ortsgemeinden in der Revolution) aus den Katastralgemeinden Kirchham, Höhenwart, Forstern, Geretseck, Haberpoint und Oberschwand.
- 1858 erfolgt der Bau der Bahnstrecke Frankenmarkt–Salzburg. Eine Haltestelle ist in Pöndorf.
- 1891 wird Pöndorf wieder selbständige Pfarre.

## Einwohnerentwicklung
| Pöndorf: Einwohnerzahlen von 1869 bis 2024 | Pöndorf: Einwohnerzahlen von 1869 bis 2024 | Pöndorf: Einwohnerzahlen von 1869 bis 2024 | Pöndorf: Einwohnerzahlen von 1869 bis 2024 | Pöndorf: Einwohnerzahlen von 1869 bis 2024 |
| ------------------------------------------ | ------------------------------------------ | ------------------------------------------ | ------------------------------------------ | ------------------------------------------ |
| Jahr                                       |                                            |                                            |                                            | Einwohner                                  |
| 1869                                       | 1869                                       |                                            | 1.585                                      | 1.585                                      |
| 1880                                       | 1880                                       |                                            | 1.508                                      | 1.508                                      |
| 1890                                       | 1890                                       |                                            | 1.561                                      | 1.561                                      |
| 1900                                       | 1900                                       |                                            | 1.588                                      | 1.588                                      |
| 1910                                       | 1910                                       |                                            | 1.566                                      | 1.566                                      |
| 1923                                       | 1923                                       |                                            | 1.561                                      | 1.561                                      |
| 1934                                       | 1934                                       |                                            | 1.604                                      | 1.604                                      |
| 1939                                       | 1939                                       |                                            | 1.598                                      | 1.598                                      |
| 1951                                       | 1951                                       |                                            | 1.746                                      | 1.746                                      |
| 1961                                       | 1961                                       |                                            | 1.710                                      | 1.710                                      |
| 1971                                       | 1971                                       |                                            | 1.847                                      | 1.847                                      |
| 1981                                       | 1981                                       |                                            | 1.912                                      | 1.912                                      |
| 1991                                       | 1991                                       |                                            | 2.125                                      | 2.125                                      |
| 2001                                       | 2001                                       |                                            | 2.234                                      | 2.234                                      |
| 2011                                       | 2011                                       |                                            | 2.427                                      | 2.427                                      |
| 2021                                       | 2021                                       |                                            | 2.427                                      | 2.427                                      |
| 2024                                       | 2024                                       |                                            | 2.437                                      | 2.437                                      |
| Quelle(n): Statistik Austria               |                                            |                                            |                                            |                                            |

## Kultur und Sehenswürdigkeiten

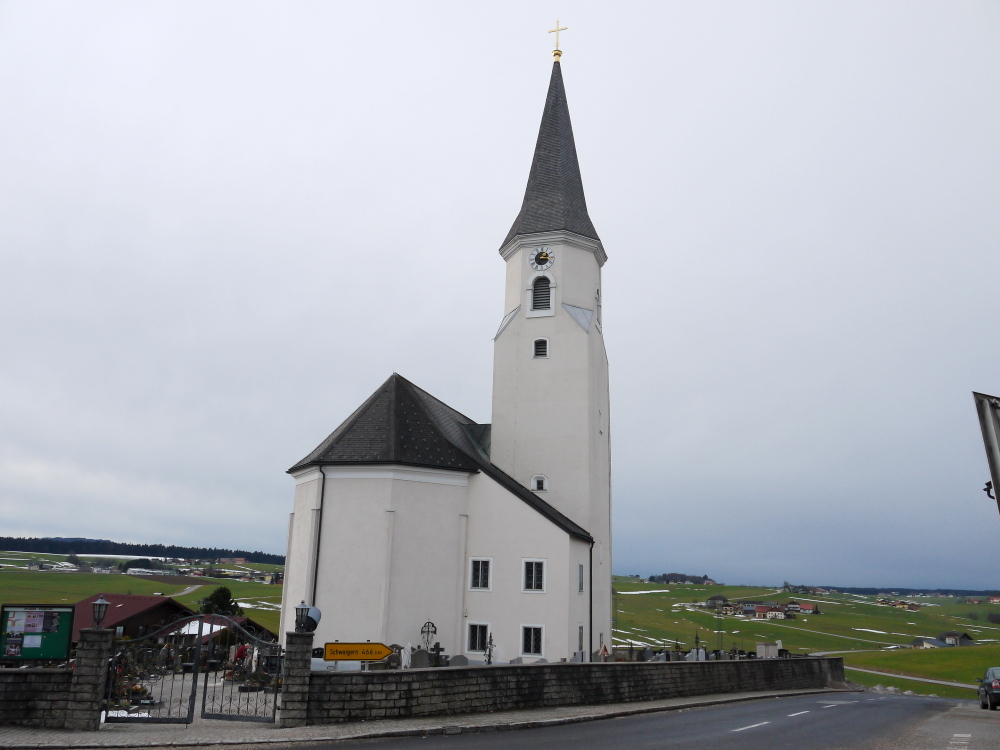
Pfarrkirche Pöndorf

- Katholische Pfarrkirche Pöndorf hl. Maximilian

## Wirtschaft in Infrastruktur

### Verkehr
Pöndorf ist als lokaler Verkehrsknotenpunkt wichtig: Südlich passiert die heutige Wiener Straße B 1, die westlich am Rathberg die Passhöhe vom Vöcklatal (Traun) in das Mattigtal überwindet.
Hier zweigt die Pöndorfer Straße L 1282 nordwestlich ab, die 6½ km weiter bei Höcken auf die Kobernaußer Straße L 508 trifft. Bei deren Ausbau über den Kobernaußerwald war die weitere Streckenführung – Schneegattern oder Pöndorf – unklar, sodass die Ausbaustrecke bis heute in Höcken unvermittelt endet.
Die Westbahn hat eine Haltestelle Pöndorf bei Volkerding.

### Windkraft
Pöndorf ist seit längerem als Standort für Windenergie im Gespräch: Oben am Steiglberg im Kobernaußerwald steht seit 2002 Oberösterreichs erster 100-m-Turm.
Der Windpark Silventus im Raum Wiener Höhe zwischen Pöndorf, Lohnsburg und St. Johann am Walde – geplant waren von der Energiewerkstatt Munderfing und den Bundesforsten 13 2-MW-Anlagen (davon 7 Windräder im Pöndorf Gebiet) – war 2011 nicht genehmigungsfähig.
Mit dem Windmasterplan Oberösterreich wurde aber 2011 der Grat südöstlich oberhalb Hocheck im Raum Floriani-Kapelle, Katastalgebiet Forstern, als Vorrangzonenstandortraum Kobernaußerwald Süd ausgewiesen.

## Politik
Der Gemeinderat hat 25 Mitglieder.
- Mit den Gemeinderats- und Bürgermeisterwahlen in Oberösterreich 2003 hatte der Gemeinderat folgende Verteilung: 13 ÖVP, 10 SPÖ und 2 FPÖ.
- Mit den Gemeinderats- und Bürgermeisterwahlen in Oberösterreich 2009 hatte der Gemeinderat folgende Verteilung: 13 ÖVP, 8 SPÖ und 4 FPÖ.
- Mit den Gemeinderats- und Bürgermeisterwahlen in Oberösterreich 2015 hatte der Gemeinderat folgende Verteilung: 12 ÖVP, 7 FPÖ und 6 SPÖ.
- Mit den Gemeinderats- und Bürgermeisterwahlen in Oberösterreich 2021 hat der Gemeinderat folgende Verteilung: 14 ÖVP, 6 SPÖ und 4 FPÖ.[5]

### Bürgermeister
- bis 2008 Josef Knoll (ÖVP)
- seit 2008 Johann Zieher (ÖVP)[6]

### Wappen
Blasonierung:
„In Schwarz ein silberner Stab; rechts ein goldener, linksgewendeter, rot bewehrter und gekrönter Löwe, links ein goldener, rot bewehrter und bezungter Adler.“
Die Gemeindefarben sind Gelb-Rot-Weiß.
Das 1974 verliehene Wappen erinnert mit dem Pfälzer Löwen und dem oberösterreichischen Adler an die historische Grenze zwischen den beiden Ländern, die bis zum Erwerb des Innviertels 1779 mitten durch das heutige Gemeindegebiet verlief. Einen Teil der Grenze bildete der Landgraben, der durch den weißen Stab symbolisiert wird.

### Gemeindepartnerschaften
- seit 1988  Schwaigern (Baden-Württemberg)